# Tapogató
Az állattanban a tapogató rugalmas, mozgékony, hosszúkás szerv, amelye(ke)t egyes állatfajok (főleg a gerinctelenek) használnak. Az állatanatómiában a tapogatók általában egy vagy több párban fordulnak elő. Anatómiailag az állatok tapogatói főleg úgy működnek, mint az izmos hidrosztaták. A legtöbb csápot megragadásra, etetésre és mozgásra használják. A legtöbb tapogató érzékszerv, amely különféle módon fogékony az érintésre, a látásra, az egyes ételek vagy fenyegetések szagára vagy ízére. Ilyen csápok például a különféle csigák szemcseppjei. Bizonyos típusú tapogatók mind érzéki, mind manipulációs funkcióval rendelkeznek.